# George Renwick
George Renwick (Reino Unido, 7 de agosto de 1901-25 de julio de 1984) fue un atleta británico, especialista en la prueba de 4x400 m en la que llegó a ser medallista de bronce olímpico en 1924.

## Carrera deportiva
En los JJ. OO. de París 1924 ganó la medalla de bronce en los relevos de 4x400 metros, con un tiempo de 3:17.4 segundos, llegando a meta tras Estados Unidos (oro) y Suecia (plata), siendo sus compañeros de equipo: Edward Toms, Richard Ripley y Guy Butlerl.